# Maria Pietrzak-Nowacka
Maria Jolanta Pietrzak-Nowacka (ur. 1950) – polska nefrolog, diabetolog, dr hab. nauk medycznych.

## Życiorys
Obroniła pracę doktorską, 20 marca 2012 habilitowała się na podstawie dorobku naukowego i pracy zatytułowanej Wybrane kliniczne, biochemiczne i genetyczne wskaźniki metabolzmu glukozy u dorosłych chorych na wielotorbielowatość nerek dziedziczoną autosomalnie dominująco. Pracowała w Klinice Nefrologii, Transplantologii i Chorób Wewnętrznych na Wydziale Lekarskim Pomorskiego Uniwersytetu Medycznego w Szczecinie.
Zatrudniła się w Przychodni Przyklinicznej SPSK Nr2 w Szczecinie.

## Publikacje
- 2006: Autosomal dominant polycystic kidney disease reduces the risk of diabetes mellitus[2]
- 2008: Impact of posttransplant diabetes mellitus on graft function in autosomal dominant polycystic kidney disease patients after kidney transplantation[2]
- 2008: Autosomal dominant polycystic kidney disease is not a risk factor for post-transplant diabetes mellitus: matched-pair design multicenter study[2]